# Госсоленго
Госсоленго (итал. Gossolengo) —  коммуна в Италии, располагается в регионе Эмилия-Романья, подчиняется административному центру Пьяченца.
Население составляет 3763 человека, плотность населения составляет 121 чел./км². Занимает площадь 31 км². Почтовый индекс — 29020. Телефонный код — 0523.
Покровителем коммуны почитается святой Квинтин, празднование 31 октября.